# PUMA (電気自動車)
PUMA（プーマ）は、ゼネラルモーターズとセグウェイによる二輪の電気自動車の開発プロジェクトである。PUMAはPersonal Urban Mobility and Accessibilityの略称を取っている。これは2009年4月7日にニューヨーク国際オートショーで発表された。PUMAにはリチウム電池を搭載しており、温室効果ガスを排出しない。時速35マイル（56キロメートル）で走ることができる。